# Sárazsadány
Sárazsadány község Borsod-Abaúj-Zemplén vármegyében, a Sárospataki járásban.

## Fekvése
Sárospataktól 9 kilométerre délnyugatra fekszik, Vámosújfalu és Bodrogolaszi között, közvetlenül a Bodrog partján.

### Megközelítése
Az ország távolabbi részei felől a legfontosabb közúti megközelítési útvonala a 37-es főút, mely a belterületétől nem messze északra halad el. Közvetlen szomszédaival a 3801-es út kapcsolja 9ssze; lakott területeit jobbára ez az út is elkerüli, de azokhoz jóval közelebb húzódik, mint a 37-es főút.
A hazai vasútvonalak közül a települést a Budapest–Sátoraljaújhely-vasútvonal érinti, de a vonalnak nincs megállási pontja a határai között; a legközelebbi vasúti csatlakozási lehetőségeket Bodrogolaszi megállóhely vagy Olaszliszka-Tolcsva vasútállomás kínálja.

## Története
Sárazsadány a Magyar Történelmi borvidék, vagy más néven Tokaj-hegyaljai borvidék része.
Sára és Bodrogzsadány egyesítéséből jött létre 1949-ben.

### Sára
Sára (Bodrogsára) nevét 1398-ban említették először oklevélben, ekkor Debreő István-nak és fiainak birtoka volt.
1444-ben a Perényi és a Pálóczy család birtoka volt. 1500-ban Perényi Imre nádoré, aki 1502-ben a terebesi pálosoknak adományozta.
1665-ben Bocskai István foglalta el, öt évvel később azonban a pálosok újból visszakapták. 1678-ban az újhelyi pálosoké volt, 1786-ban pedig a tanulmányalapé.
1749-ben a pestis pusztított a településen, melynek 54-en lettek áldozatai. 1808-ban Lónyay Gábor birtoka, s a Lónyayaké volt még a 20. század elején is.
1888-ban a Bodrogon levonuló árvíz okozott itt nagy károkat. 1910-ben 155 magyar lakosa volt, ebből 13 római katolikus, 15 görögkatolikus, 127 református volt.
A falu református temploma a 18. században épült.

### Zsadány
Zsadány (Bodrogzsadány) egykor két község volt: Arbonya (Orbon) és Zsadány (Sadan) néven.
Zsadány Árpád-kori település, melyet még az 1200-asévek elején IV. Béla király adományozott a Marcell család-nak, Arbonyát pedig Juche kapta meg.
1423-ban már mint királyi birtokot említették az oklevelek. 1489-ben Bezzeghi Borsos Benedeknek volt itt birtoka, majd a Tekes' család, később pedig a Csetnekieké lett, majd 1493-ban pedig Zbugyai Istváné lett. 1516-ban Sztrithei Zsigmondé volt, aki a birtok felét a terebesi pálosoknak adományozta, míg másik felében 1581-ben Bárczy Pál, 1590-ben Baranyay Illés voltak itt birtokosok.
1598-as összeíráskor a terebesi pálosok és Zelemény Miklós a birtokosa. 1606-ban Bocskai István a pálosok birtokát elfoglalta, de 1606-ban a pálosok azt  ismét visszakapták. 1606-ban a pataki uradalom tartozéka volt, felét Báthory Zsófia és fia Rákóczi Ferenc a pataki jezsuitáknak adta, de ekkor a Hetési Baksa család is birtokos volt itt.
1668-ban a terebesi pálosok része az újhelyi pálosoké lett. 1739-ben pestis pusztította a települést, lakói közül rövid idő alatt 157-en haltak meg. 1746-ban Jeszenák Pál kapta meg egyes részeit. 1774-ben a királyi kamara és az újhelyi pálosok birtoka, 1786 után vallásalapítványi birtok volt.
1808-ban herczeg Bretzenheim Károly Ágost és Lónyay Gábor kapta meg. Az 1800-as évek végén Arbonya-Zsadány nevét Bodrogzsadány-ra változtatták. A pálosoknak itt kisebb zárdájuk is volt, romjai a község keleti részén az 1900-as évek elején még láthatók voltak. Bodrogzsadánynak az 1910-es népszámlálás adatai szerint 632 lakosa volt, ebből 630 magyar volt, melyből 164 római katolikus, 287 görögkatolikus, 164 református volt.
Az 1900-as évek elején Zemplén vármegye Tokaji járásához tartoztak.

## Közélete

### Polgármesterei
- 1990–1994: Palcsó Mihály (független)[3]
- 1994–1998: Palcsó Mihály (független)[4]
- 1998–2002: Palcsó Mihály (független)[5]
- 2002–2006: Ifj. Palcsó Mihály (független)[6]
- 2006–2010: Palcsó Mihály (független)[7]
- 2010–2014: Palcsó Mihály (független)[8]
- 2014–2019: Palcsó Mihály (független)[9]
- 2019–2024: Ender László (független)[10]
- 2024– : Ender László (független)[1]

## Népesség
A település népességének változása:
| Lakosok száma | 246  | 234  | 240  | 230  | 230  | 240  | 236  |
|               | 2013 | 2014 | 2015 | 2021 | 2022 | 2023 | 2024 |

2001-ben a település lakosságának 98%-a magyar, 2%-a cigány nemzetiségűnek vallotta magát.
A 2011-es népszámlálás során a lakosok 98,4%-a magyarnak mondta magát (1,6% nem nyilatkozott). A vallási megoszlás a következő volt: római katolikus 41,7%, református 19,4%, görögkatolikus 24,7%, felekezeten kívüli 6,9% (6,5% nem válaszolt).
2022-ben a lakosság 87%-a vallotta magát magyarnak, 3% cigánynak, 0,9% németnek, 6,1% egyéb, nem hazai nemzetiségűnek (12,2% nem nyilatkozott; a kettős identitások miatt a végösszeg nagyobb lehet 100%-nál). Vallásuk szerint 27,8% volt római katolikus, 10% református, 13,9% görög katolikus, 1,7% egyéb keresztény, 10,4% felekezeten kívüli (36,1% nem válaszolt).

## Nevezetességei
- Református temploma - a 18. század elején épült.
- Rákóczi Múzeum Néprajzi Kiállítóhely